# Galileo Vitali
Galileo Vitali (Buenos Aires, 2 de enero de 1889 - Mendoza, 9 de agosto de 1944) fue un ingeniero hidráulico e investigador argentino.

## Biografía
Galileo Vitali, hijo de hijo de Moisés Vitali y Julia Giambastiani, realizó sus estudios en la Universidad de Bolonia y Universidad de Pisa (Italia), luego se radicó en Mendoza donde trabajó en el Departamento General de Irrigación (DGI) en la Subdelegación de Aguas en General Alvear desde 1913. En esta institución, llegó a ser jefe técnico en su sede central en la Ciudad de Mendoza.
En 1919, en el departamento de General Alvear, se casó con una mujer 12 años menor que él, llamada Margarita Piacenza, con quien tuvo en 1920 a su primer hijo, Julio Cesar, y en 1923 al segundo, Aldo Rubén, que en 1948 comenzaría a trabajar en el DGI. A comienzos de la década del 20, la familia Vitali se mudó a la Ciudad de Mendoza, donde primero alquilaría una casa en la esquina de Martín Zapata y Tiburcio Benegas, que años más tarde, compraría parte de aquel terreno. Y también construiría la propia sobre la calle Martín Zapata frente a la parroquia del Corazón de María.

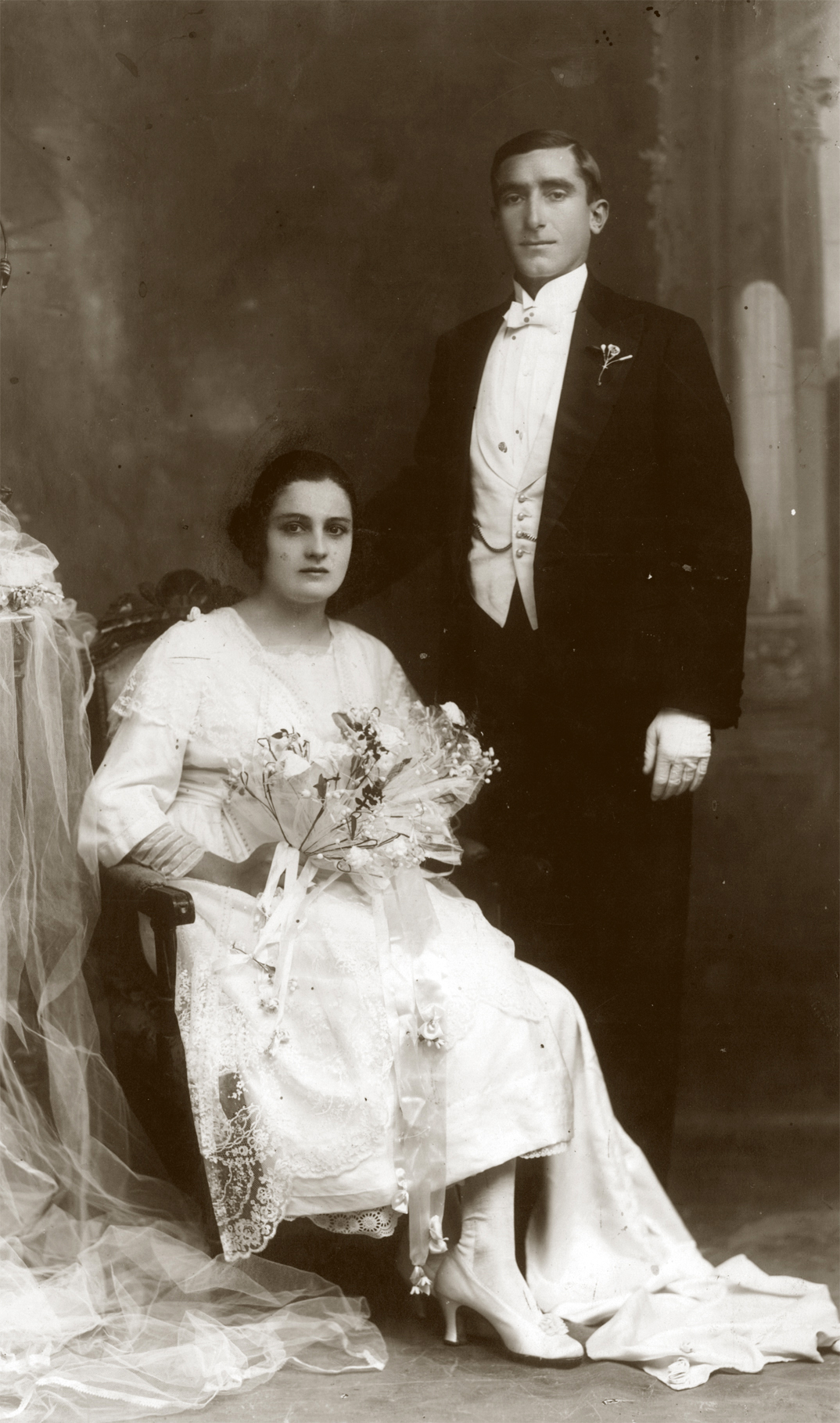
Casamiento de Galileo Vitali con Margarita Piacenza (1919)

Realizó múltiples publicaciones y trabajos derivados de sus estudios de campo. Se dedicó a recorrer el territorio de la provincia de Mendoza, indagando y relevando las cuencas hídricas naturales, artificiales, superficiales y subterráneas, como también glaciares, vertientes y estratificaciones. Galileo describió cómo se daba ese recorrido expresando: "escalar abruptas cimas constituidas por cortantes y deleznables riscos, donde el menor descuido puede resultar fatal; seguir y vadear impetuosos torrentes y resbaladizas corrientes de hielo; permanecer durante largas jornadas al abrigo de un "real" para capear al huracanado temporal."
En 1943 fue incorporado como miembro de la Junta de Estudios Históricos de Mendoza, junto con el Dr. Rodolfo Corominas Segura, Dr. Ramón F. O'Donnell y miembros titulares de la filial de San Rafael y miembros correspondientes en un acto precedido por el gobernador de la provincia de Mendoza y varios disertantes.
El 10 de agosto de 1944 falleció en Mendoza por una afección pulmonar, ante su muerte, su hijo Julio César, llenó de agua una bañadera que vació luego de un día, la explicación de esto nunca se dio a conocer.
Es considerado, junto con Manuel Bermejo y Cesar Cipolletti, uno de los tres pilares del riego y el agua en la provincia de Mendoza.

## Trabajos y publicaciones
Su trabajo se expresa en sus años de servicios en el DGI, su libro "Hidrología Mendocina. Contribución a su conocimiento", artículos en diarios, revistas y conferencias.

Existen más de cuarenta artículos periodísticos de distintos diarios de la época, como los diarios "La Montaña", "La Palabra", "Los Andes", "La Libertad", y "Noticias de Cuyo" que documentan sus trabajos y publicaciones desde 1918 a 1946 aproximadamente, los mismos pueden ser consultados en la Biblioteca San Martín de Mendoza.  

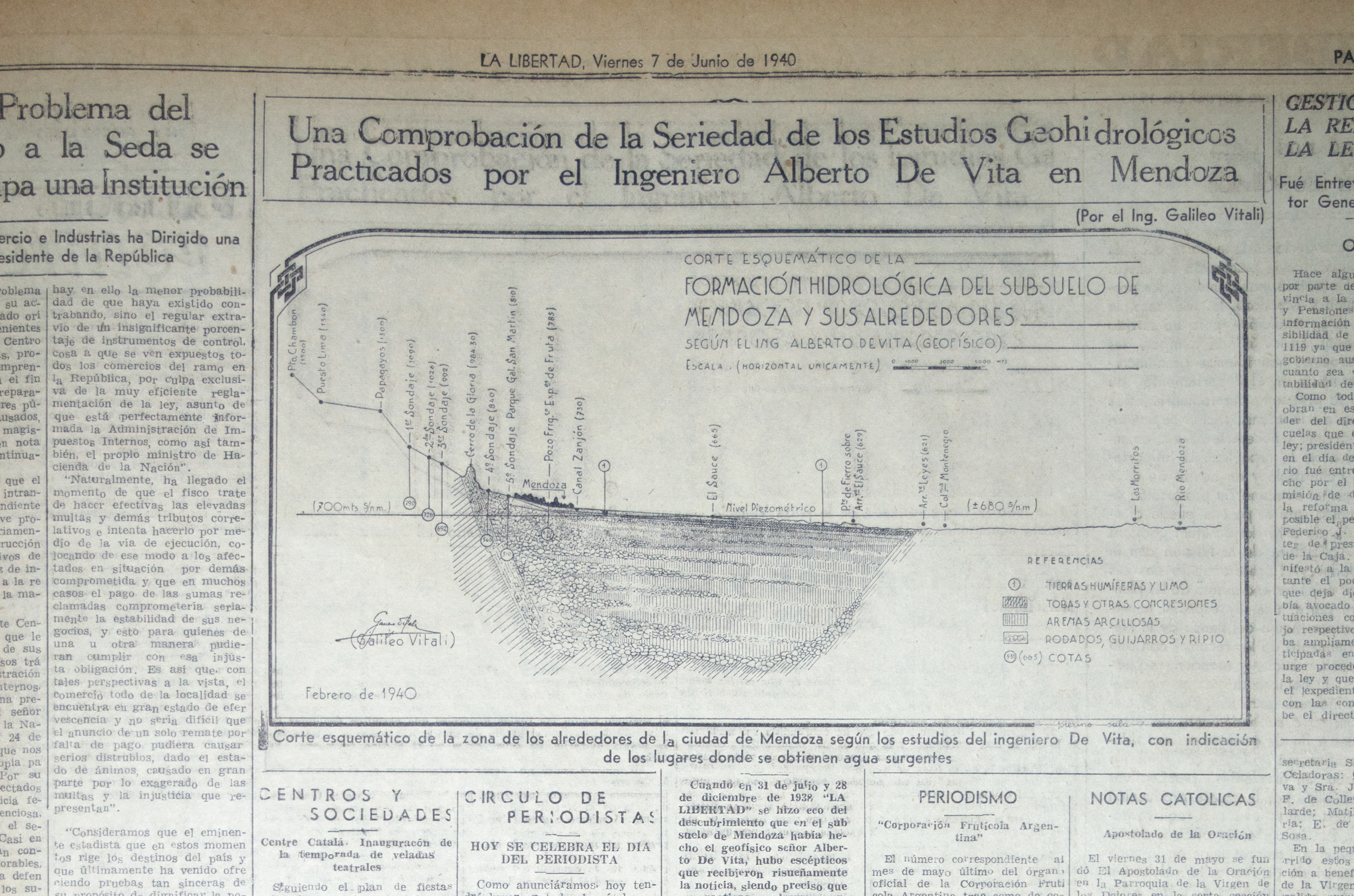
Nota en diario La Libertad sobre estudios Geohidrológicos (1940)

En 1913 comenzó a trabajar en el DGI donde prestó servicios durante 25 años y, como se mencionó anteriormente, llegó a ser jefe técnico. Realizó el estudio preliminar y la planificación de la mayor parte de los diques y canales sobre el río Diamante y Atuel, análisis de factibilidad del Dique El Nihuil y otros. Se especializó en el estudio de las aguas subterráneas, realizó sondeos de los acuíferos junto con el Dr. Pablo A. Loos y Alberto de Vita. Producto del terremoto de Mendoza de 1917, la Municipalidad de Mendoza le encargó inspeccionar ad honorem parte de la zona damnificada. Vitali estudió causas y consecuencias del mismo y recomendó la demolición de 20 casas y la destrucción parcial de otras cuarenta y la construcción de edificios antisísmicos denominados quincha en barrios obreros, ya que este tipo de construcción consiste en un esqueleto de madera unido con hierro, enfaginado de jarilla y revocado con yeso o barro.

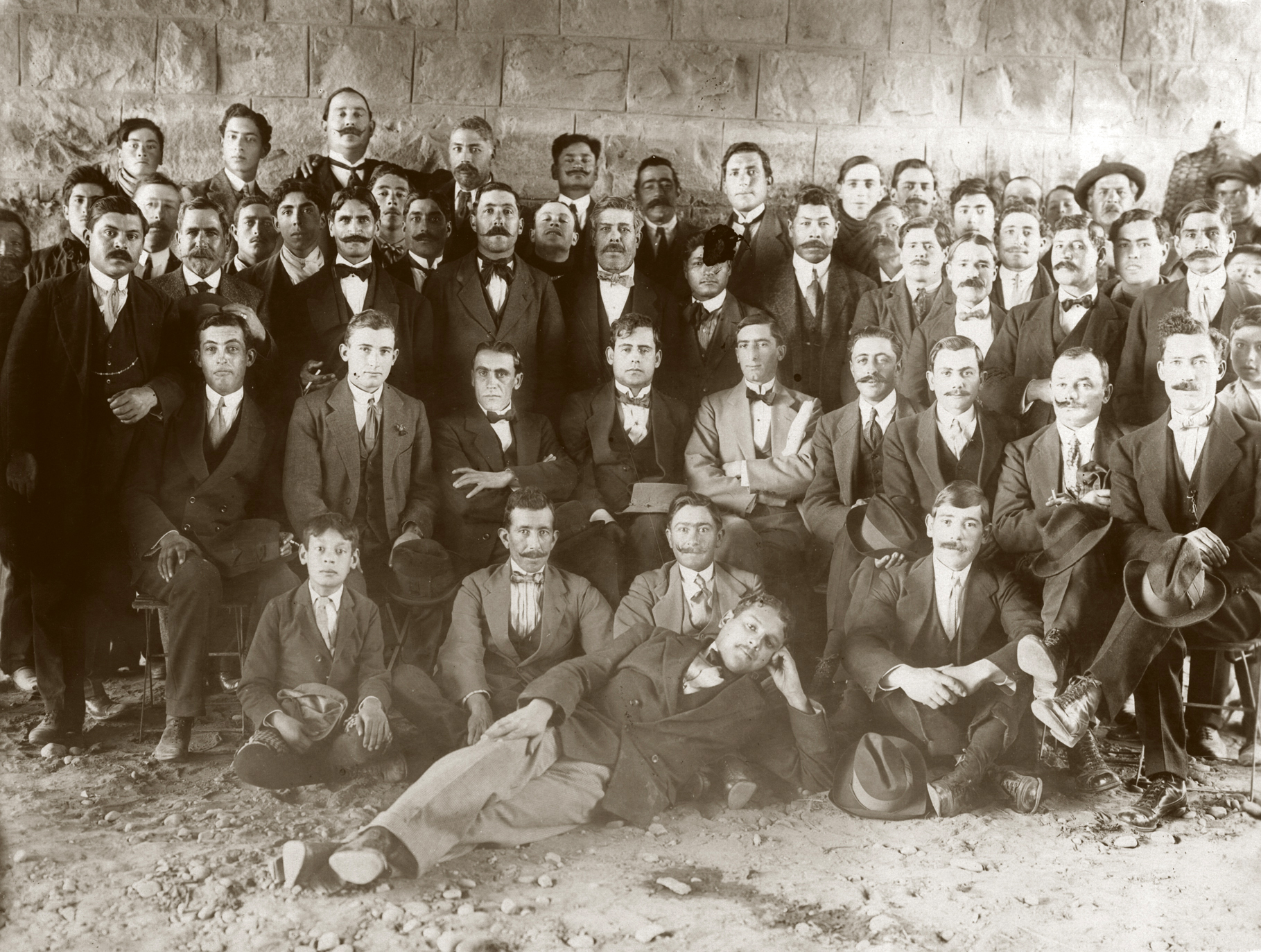
Galileo Vitali con sus compañeros de estudio en Italia (sin fecha).

En 1919 estudió la red de desagües del Río Atuel y junto con su socio, el ingeniero Agustín H. Iñón, para la ejecución de una obra de drenaje para dicho río.
En 1926, se le encargó junto con los ingenieros, Andino, Plos y Romero aconsejar sobre el Canal Zanjón, para lo cual publicó un informe con propuestas para forestar el piedemonte con especies que estaban desapareciendo por tala indiscriminada.
En 1928, quedó a cargo de las obras de desagüe del Río Atuel, comenzó una serie de artículos acerca de "Las proyectadas obras nacionales en los ríos Diamante y Atuel". También, en ese mismo año, realizó el proyecto y asesoría técnica de las obras que se realizaron con el concurso de los propietarios de la colonia El Central del Departamento de San Martín y realizó el proyecto para la sistematización del riego en el Departamento de Lavalle. 
En 1938, sugirió estudiar y realizar obras para aprovechar las aguas subterráneas. En general, los consejos de Vitali acerca de las obras hidráulicas que necesitaba la Provincia se resumen en el embalse eficiente de algunos de los afluentes del río y el consejo de "no gastar en obras faraónicas."
En cuanto a sus publicaciones, trato temas sobre irrigación en revistas científicas del país y del extranjero, sin embargo, su publicación más conocida es la obra llamada “Hidrología Mendocina. Contribución a su conocimiento”.

#### Su obra

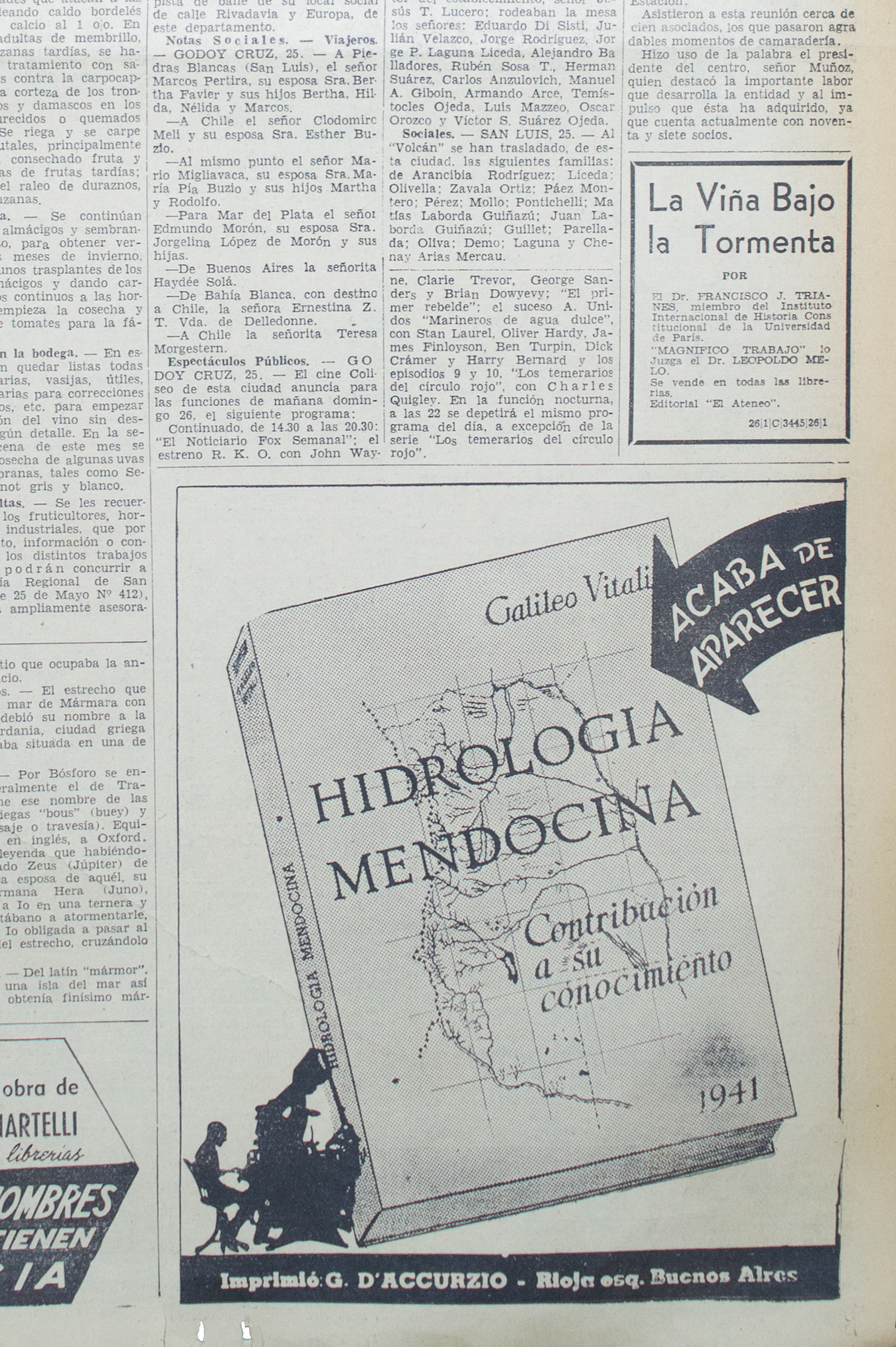
Anuncio en diario Los Andes sobre la publicación del libro "Hidrología Mendocina. Contribución a su conocimiento" (1946).

Todo su trabajo y relevamiento de la hidrología en la provincia fue expresado en su libro l"Hidrología Mendocina. Contribución a su conocimiento", el cual tuvo el fin, según Galileo, de "reunir los antecedentes dispersos que puedan servir de elemento de juicio a quienes interese lo relativo a nuestra hidrografía." Esta obra donde describió cada río, afluente y canal desarrolla y completa estudios de otros técnicos acerca del sistema hídrico mendocino, y que además aborda aspectos legales relacionados, la dedica el libro a Tiburcio Benegas y César Cipolletti.
El contenido del mismo se resume en la evolución histórica de la irrigación en Mendoza, una exposición del "compendio geográfico de la provincia", un estudio del "relieve del suelo, las cuencas hidrográficas, las cuencas imbríferas y sistemas orográficos que alimentan con sus nieves a los ríos mendocinos."
También dedica capítulos "al clima y el régimen pluvial, al agua, al hielo y deshielo, al origen de nuestros ríos y las particularidades que ofrecen con sus periodos de deshielo y las consecuencias que ocasionan en la agricultura."
Además, hay un estudio y descripción de "las aguas de los ríos medicinales, de las desviaciones de los ríos Tunuyán y Mendoza, del curso de cada uno de los ríos, con su origen y formación, de las zonas que cada uno irriga, canales derivados y características de la cuenca hidrográfica." Hace lo mismo con arroyos, lagos y lagunas. Informa también de la energía hidráulica y de la legislación sobre el dominio del agua, y sobre la ley de aguas de 1884. Finaliza con un glosario de términos araucanos y una lista de acepciones de hidráulica. El texto está acompañado de  85 fotografías y 12 gráficos.
La edición y la publicación del libro fue encarada por él, sin embargo, no reunió el dinero suficiente para la impresión y 500 ejemplares quedaron en la imprenta "D´Acurzio" sin hacerse efectiva su publicación. En enero de 1941 coloca un aviso en el diario Los Andes para promocionar la venta y generar dinero para reimprimir la edición. Pero esto no resultó y comenzó a donar ejemplares entre los años 1941 y 1942, algunas de ellas fueron al Dr. Bernardino C. Horne, Dr. Jorge Albarracin Godoy, el Ing. Pedro N. Gordillo, la revista "Vinculación", la Biblioteca Mayor de la Universidad Nacional de Córdoba, la Dirección General de Arquitectura del Ministerio de Obras Públicas y al museo de Historia Natural "Juan Cornelio Moyano".

El 5 de septiembre de 1946 se sanciona la ley 1548 que autoriza a la provincia de Mendoza a invertir 5 mil pesos para la adquisición de los ejemplares de su libro con el fin de distribuir y difundir el mismo "de forma gratuita a legisladores, funcionarios públicos, bibliotecas oficiales y particulares, establecimientos educacionales y sindicatos obreros reservando 50 de ellos para futuras necesidades." llegando de esta manera hasta la Biblioteca del Congreso de los Estados Unidos. A través de esta ley se consideró que el trabajo del ingeniero fue de gran aporte calificado como el "mejor tratado acerca de los problemas de la irrigación andina." Además fue definida como un instrumento y manual para la toma de conciencia sobre el sistema hidrológico.

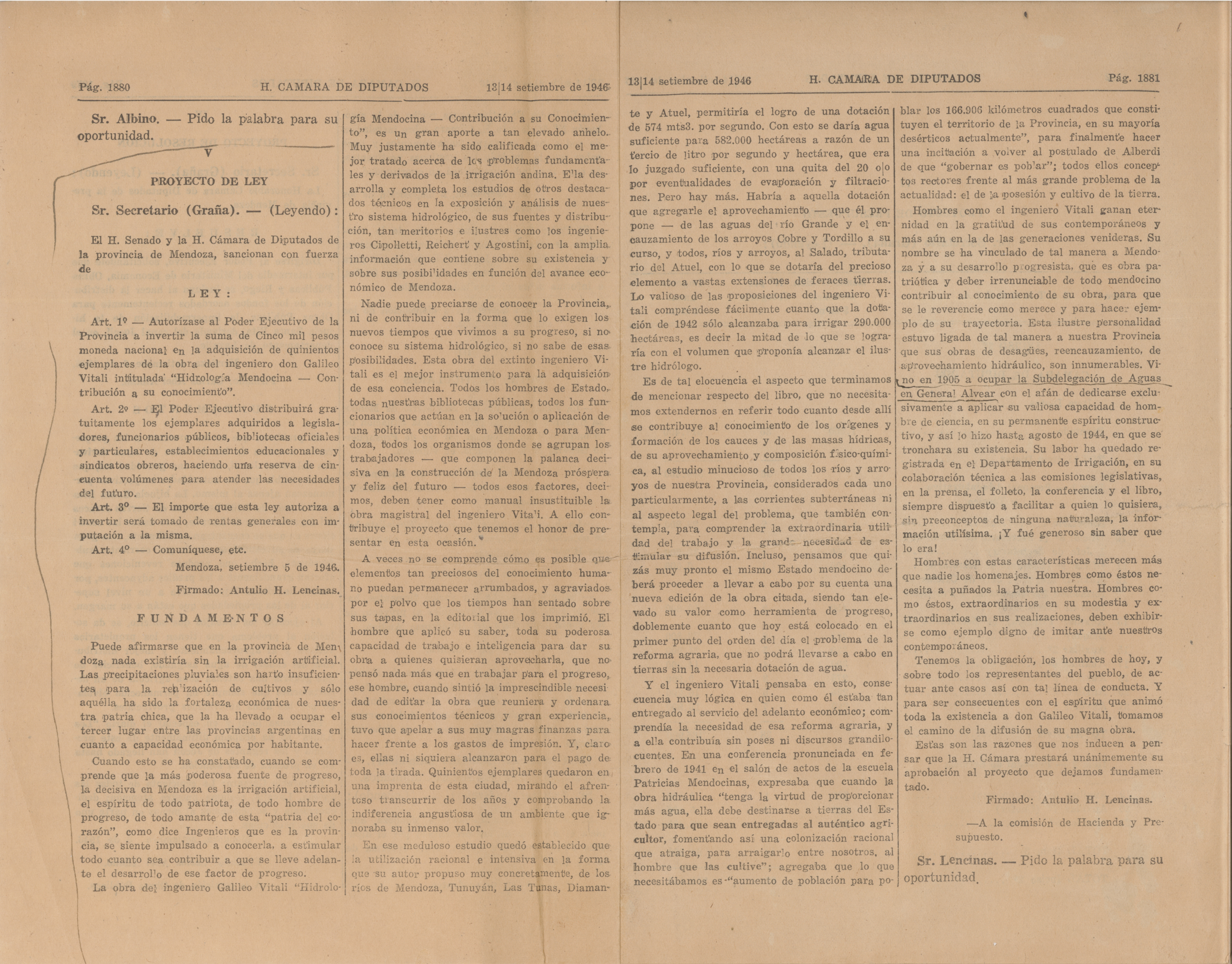
Proyecto de ley 1548

En 2005 a 61 años de su publicación se reedita el libro por primera vez.

## Homenajes y reconocimientos
Desde la década del 30 Vitali recibió reconocimientos y nombramientos en diversas esferas de organismos, luego de su fallecimiento se dieron múltiples homenajes como colocar su nombre al Canal 25 de Mayo y la construcción de un monolito en 1952, luego la reedición de su libro y en la actualidad la realización de muestras y presentación de su libro en formato digital. Cabe destacar que el ingeniero Vitali tiene una calle en su honor, se trata de la calle "G. Vitali" que se encuentra entre las calles 25 de Mayo y Francisco Álvarez en la ciudad de Mendoza, barrio Bombal.
| Año  | Homenaje/reconocimiento                                                                            |
| ---- | -------------------------------------------------------------------------------------------------- |
| 1936 | Nombrado presidente de la Asociación de Arquitectos y Empresarios de Obra.                         |
| 1941 | Miembro de la Junta de Estudios Históricos de Mendoza.                                             |
| 1952 | Da su nombre al Canal 25 de Mayo y se decretó por ley la erección de un monolito conmemoratorio    |
| s/f  | Escuela de Educación Técnica (E.E.T.) N° 4-034 "Galileo Vitali"                                    |
| s/f  | Dique Galileo Vitali                                                                               |
| 1990 | Descubrimiento de planca y monolito conmemoratorio                                                 |
| 2005 | Reedición de Hidrología Mendocina, contribución a su conocimiento                                  |
| 2019 | Publicación digital de libre acceso en pdf de Hidrología Mendocina, contribución a su conocimiento |
| 2019 | Muestra Espacio Urbano San Lorenzo, Ciudad de Mendoza                                              |
| 2019 | Muestra en General Alvear, Mendoza                                                                 |
| 2019 | Muestra en Carmensa, Departamento de General Alvear, Mendoza                                       |